# Représentations diplomatiques de Chypre du Nord

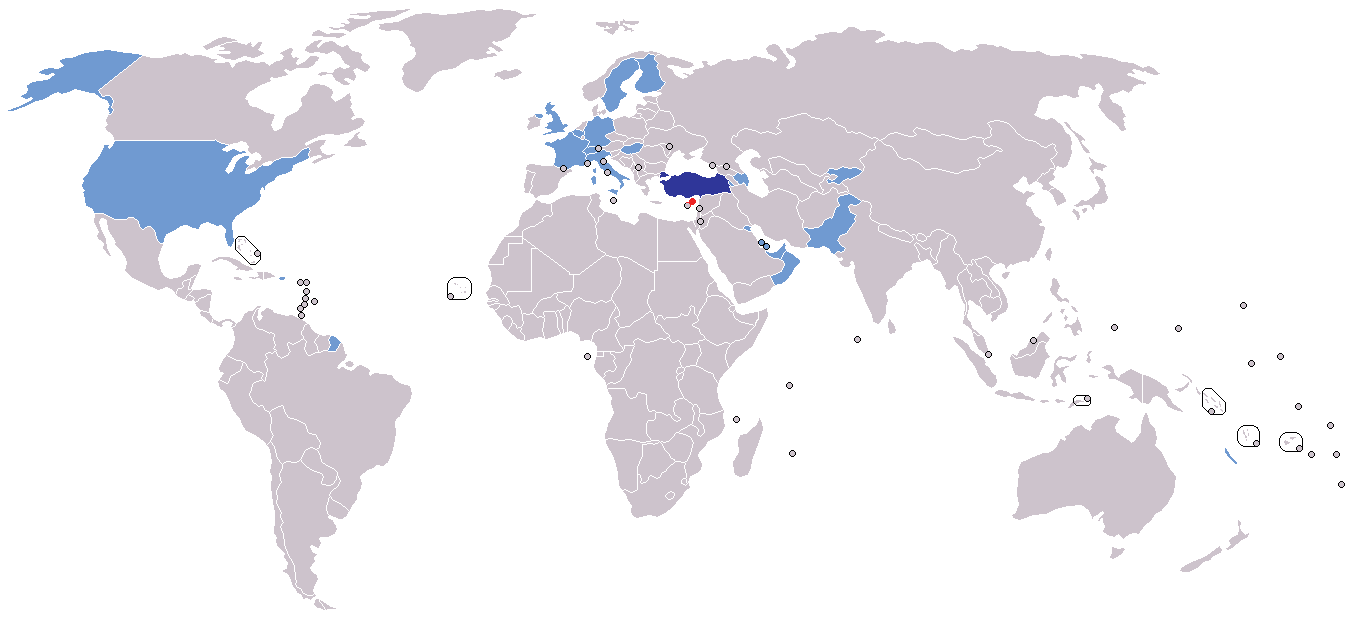
Carte des représentations diplomatiques de Chypre du Nord (TRNC) :
Chypre du Nord
Ambassades de Chypre du Nord
Bureau de représentation de Chypre du Nord

Ceci une liste des représentations diplomatiques de Chypre du Nord. La république turque de Chypre du Nord (RTCN) n'est reconnue que par la Turquie et n'a par conséquent qu'une seule ambassade reconnue de jure, ainsi que six consulats généraux. Cela n'a cependant pas empêché les autorités de la RTCN d'ouvrir des bureaux de représentation ailleurs. Légalement, les deux bureaux de représentation aux États-Unis ont le statut d'entités commerciales et le personnel n'a pas de visa diplomatique.

## Amérique
| Pays hôte  | Ville hôte                                   |
| ---------- | -------------------------------------------- |
| Canada     | - Ontario (Bureau de représentation)         |
| États-Unis | - New York (Bureau de représentation)        |
| États-Unis | - Washington (Bureau de représentation (en)) |

## Asie
| Pays hôte           | Ville hôte                                   |
| ------------------- | -------------------------------------------- |
| Azerbaïdjan         | - Bakou (Bureau de représentation)           |
| Bahreïn             | - Manama (Bureau de représentation)          |
| Émirats arabes unis | - Abou Dabi (Bureau de représentation)       |
| Kirghizistan        | - Bichkek (Bureau d'Économie et du Tourisme) |
| Koweït              | - Koweït (Bureau de représentation)          |
| Pakistan            | - Islamabad (Bureau de représentation)       |
| Oman                | - Mascate (Bureau de représentation)         |
| Qatar               | - Doha (Bureau de représentation)            |

## Europe
| Pays hôte   | Ville hôte                              |
| ----------- | --------------------------------------- |
| Allemagne   | - Berlin (Bureau de représentation)     |
| Autriche    | - Gaming (Bureau de représentation)     |

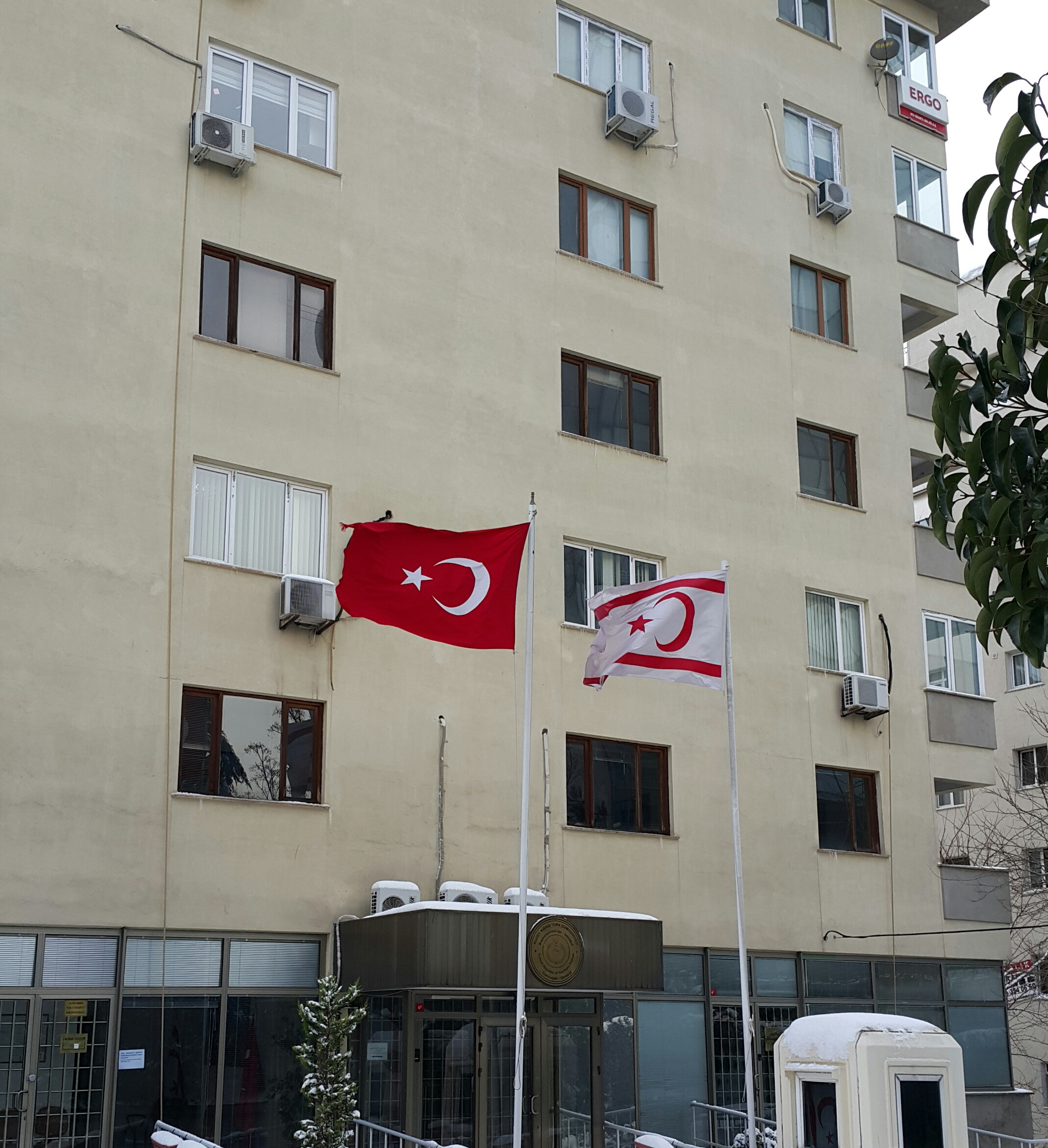
Consulat général de la république turque de Chypre du Nord à Istanbul, Turquie.

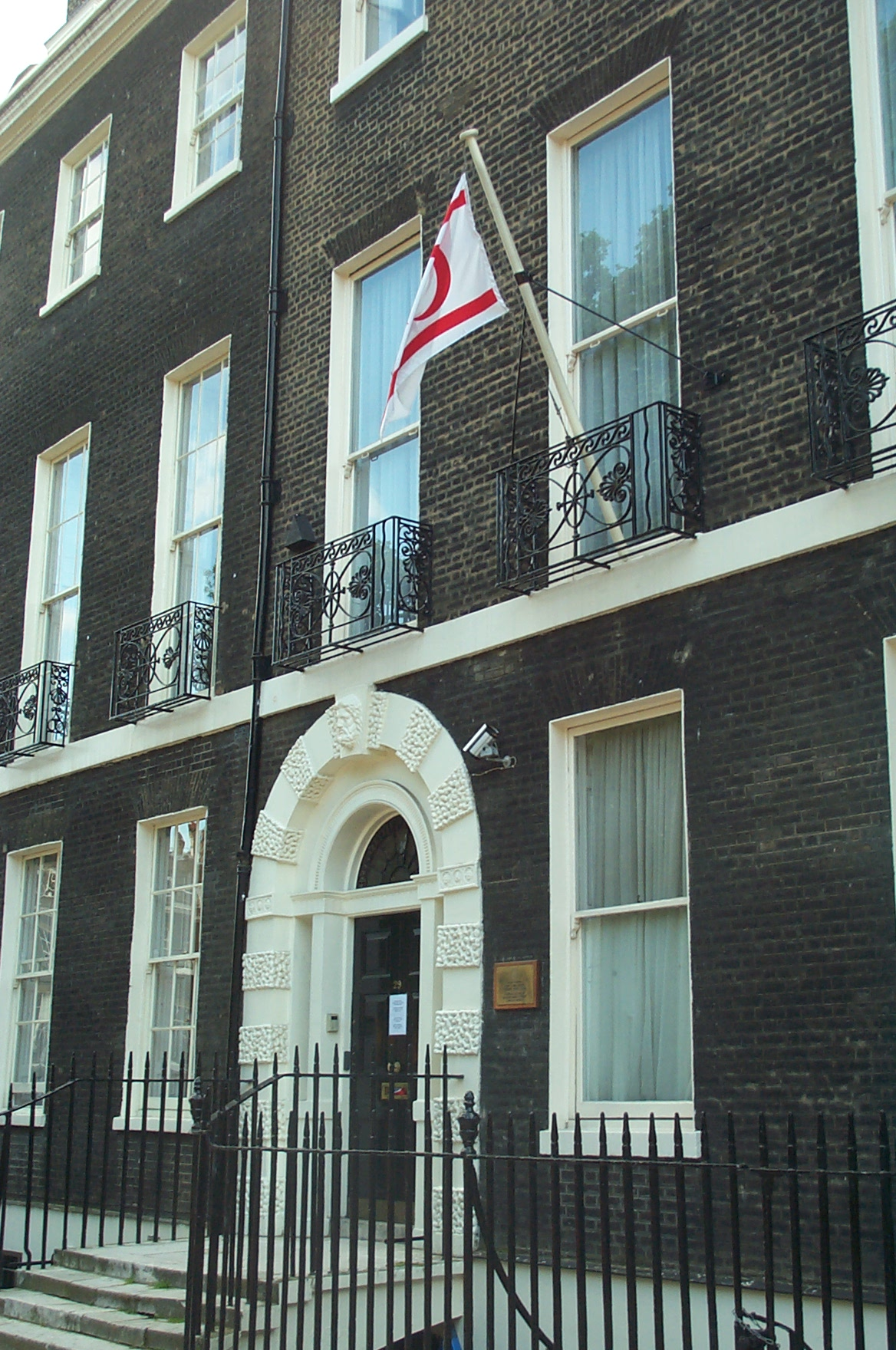
Bureau de représentation de la république turque de Chypre du Nord à Londres, Royaume-Uni.

| Belgique    | - Bruxelles (Bureau de représentation)  |
| Finlande    | - Helsinki (Bureau de représentation)   |
| France      | - Strasbourg (Bureau de représentation) |
| Hongrie     | - Budapest (Bureau de représentation)   |
| Italie      | - Rome (Bureau de représentation)       |
| Royaume-Uni | - Londres (Bureau de représentation)    |
| Suède       | - Stockholm (Bureau de représentation)  |
| Suisse      | - Genève (Bureau de représentation)     |
| Turquie     | - Ankara (Ambassade (en))               |
| Turquie     | - Antalya (Consulat général)            |
| Turquie     | - Gaziantep (Consulat général)          |
| Turquie     | - Istanbul (Consulat général)           |
| Turquie     | - Izmir (Consulat général)              |
| Turquie     | - Mersin (Consulat général)             |
| Turquie     | - Trabzon (Consulat général)            |

## Organisations internationales
- Nations unies: New York (Bureau)